# Tom Lewis (attore)
Tom Lewis (New Brunswick, 17 maggio 1867 – New York, 19 ottobre 1927) è stato un attore teatrale e cinematografico statunitense.
Attore essenzialmente teatrale, prese parte anche ad alcuni film. Aveva iniziato la sua carriera sui palcoscenici all'età di tredici anni.

## Filmografia
- Passers-By, regia di J. Stuart Blackton (1920)
- Enchantment, regia di Robert G. Vignola (1921)
- Adam and Eva, regia di Robert G. Vignola (1923)
- The Go-Getter, regia di E.H. Griffith (1923)
- Marriage Morals, regia di William Nigh (1923)
- The Great White Way, regia di E. Mason Hopper (1924)
- The Callahans and the Murphys, regia di George W. Hill (1927)
- Io... e il ciclone (Steamboat Bill Jr.), regia di Charles Reisner e, non accreditato, Buster Keaton (1928)

## Spettacoli teatrali
- Little Johnny Jones
- Hip! Hip! Hooray! [1907]
- The Yankee Prince
- The Little Millionaire
- The Sunshine Girl
- High Jinks
- Molly O'
- The Show of Wonders
- The Passing Show of 1917
- Monte Cristo, Jr.
- The Blushing Bride
- Helen of Troy, New York
- Ziegfeld Follies of 1924